# Sweet Freedom
Sweet Freedom è il sesto album in studio del gruppo musicale rock britannico Uriah Heep pubblicato nel settembre 1973.

## Il disco
Il primo titolo pensato per il disco fu If I Had The Time. Stealin, estratta come singolo, entrò nella classifica Billboard giunse fino alla posizione #33 negli Stati Uniti, e alla #18 nel Regno Unito.

## Tracce
1. Dreamer (Thain, Box) – 3:41
2. Stealin' (Hensley) – 4:49
3. One Day (Hensley, Thain) – 2:47
4. Sweet Freedom (Hensley) – 6:37
5. If I Had the Time (Hensley) – 5:43
6. Seven Stars (Hensley) – 3:52
7. Circus (Thain, Box, Kerslake) – 2:44
8. Pilgrim (Hensley, Byron) – 7:10

## Formazione
- David Byron - voce
- Mick Box - chitarra
- Ken Hensley - tastiera, chitarra
- Gary Thain - basso
- Lee Kerslake - batteria, percussioni